# Das EFX
Das EFX — американская хардкор-рэп группа. Образована в 1988.
Участники дуэта — два рэпера, Skoob (также известен как Books, настоящее имя Виллиам «Вилли» Хайнес, рожден 27 ноября 1970 года) и Dray (также известен как Krazy Drayzy, настоящее имя Андре Вестон, рожден 9 сентября 1970 года). Название группы Das EFX образовано от первых букв имён исполнителей (Dray and Skoob), EFX — сокращенное "effects".
Благодаря помощи EPMD дуэт записал свой первый диск «Dead Serious» (1992), который имел большой успех и стал настоящей «путевкой в жизнь». Множество рэперов бросилось подражать оригинальной технике чтения Das EFX. В последующие годы музыканты записали ещё два диска — «Straight Up Sewaside» (1993) и «Hold It Down» (1995), ставшие популярными.

## История
Skoob родом из Бруклина, Нью-Йорк, в то же время Dray родом из Тинек, Нью-Джерси, но оба встретились в Virginia State University в 1988 году, и начали работать вместе. Они назвали себя "Das", как аббревиатура к "Drayz and Skoob", и "EFX", что значит эффект.

## Дискография
- 1992 — Dead Serious
- 1993 — Straight Up Sewaside
- 1995 — Hold It Down
- 1998 — Generation EFX
- 2003 — How We Do